# ランプ小屋

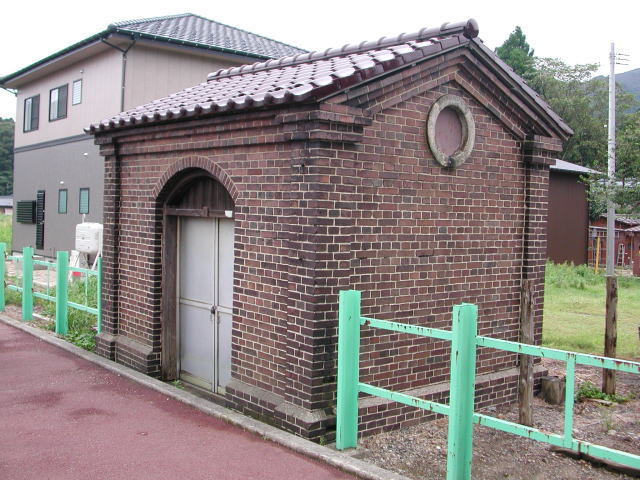
馬下駅1番線にあるランプ小屋

ランプ小屋（ランプごや）は、鉄道の客車及び駅務や保線用の照明用ランプ、燃料等を収納していた倉庫のこと。ランプ庫、危険品庫と呼ばれることもある。危険物を取り扱うことから堅牢で耐火性に富む煉瓦造りとなっている。明治時代に建設された旧日本国有鉄道（国鉄）などの主要駅には一般的に存在したが、用途の消滅や駅の増改築（特に高架駅化で取り壊されることが多い）、さらには消防法による規制をうけることから急速に姿を消していった。

## 概要

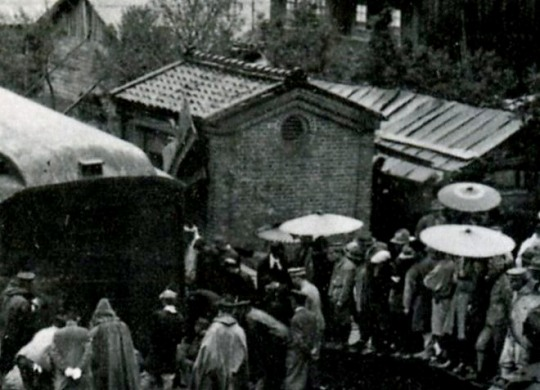
東海道線石山駅にあったランプ小屋(1930年4月25日撮影)

明治時代の木造客車の車内照明には、灯油ランプが使われていた。夕暮れ時に停車する主要駅で、掛員（係員）が各客車の屋根に上がり、作業窓からランプをつり下げる仕組みとなっていた。このランプと燃料を収納するのに使われた小屋がランプ小屋と呼ばれるようになった。
明治時代の末期頃から、車軸発電機による電気照明が普及。車内照明用灯油ランプの利用はなくなり、業務用の灯油カンテラと燃料の収蔵に用いられるようになった。カンテラ専用の収納スペースとしては、過剰な大きさであることから、大正時代以降に新設されたランプ小屋は少ないものと考えられている。
現代では、灯油カンテラの使用もなくなり、一般の倉庫として使用している駅が多い。
これらのランプ小屋の中には資料の逸散により、公式の建築年と実際の建築時期が混乱しているものも少なくない。特に建築年がかなり早期かつ駅の開設年と同じものは、実際には駅の開設時には存在せず、後に必要に応じて設置されたと思われるものや、建て替え前の建築年をそのまま引き継いだと思われるものも存在する。近年まで現存していたものは、明治30年代 - 40年代に設置されたものが多いとされる。
いくつか「フランドル積み」（別名フランス積み）と呼ばれている、明治初期のわずかな建造物にのみ見られるものとされている煉瓦の積み方をしたものがあることも知られている。そのうちのいくつかについては、駅開業時と同時期の建築としても時代的に一致しないが、詳細はよくわかっていない。

## 保存・現存するランプ小屋
- 山部駅
- 金山駅 (北海道)
- 山都駅
- 馬下駅
- 松川駅 - かまぼこ屋根
- 三条駅
- 甲府駅
- 小諸駅 - 1909年（明治42年）？築[注釈 1]
- 東富山駅
- 津幡駅
- 市振駅
- 敦賀港駅跡
- 原駅 (静岡県) - フランドル積み
- 藤枝駅 - フランドル積み
- 木曽川駅
- 半田駅
- 柘植駅
- 加茂駅 (京都府)
- 稲荷駅 - 1879年（明治12年）築、現存している最古のランプ庫。準鉄道記念物
- 新町駅
- 通津駅 - トイレに流用されている
- 大牟田駅
- 鷹ノ巣駅